# Antoine Becquerel
Pour les articles homonymes, voir Becquerel (homonymie).
Pour les autres membres de la famille, voir Famille Becquerel.
Antoine César Becquerel, né le 7 mars 1788 à Châtillon-Coligny (Orléanais) et mort le 18 janvier 1878 à Paris, est un physicien français.

## Biographie

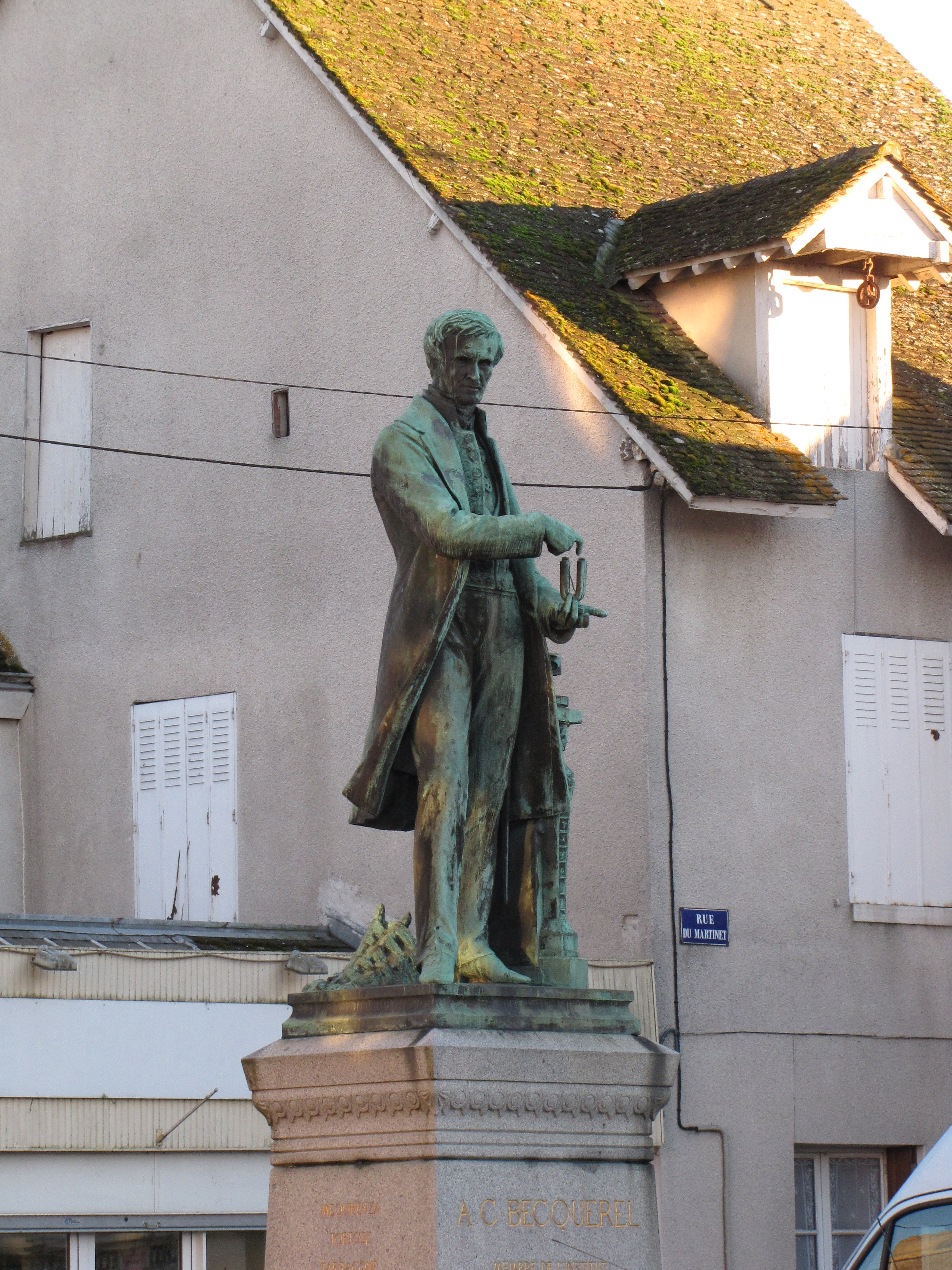
Statue d'Antoine Becquerel à Châtillon-Coligny (Loiret).

Antoine César Becquerel naît à Châtillon-Coligny un an avant les débuts de la Révolution française.
Il étudie à l'École polytechnique (promotion X1806). Il est officier du génie dans les campagnes d’Espagne et de France sous le Premier Empire.
Il quitte le service en 1815 et se consacre à des travaux scientifiques qui lui valent le titre de membre de l’Académie des sciences en 1829 et la chaire de professeur de physique au Muséum national d'histoire naturelle de Paris en 1837.
Il fait de l’électrochimie appliquée aux arts l’objet de ses recherches et donne le premier l’idée des piles à courant constant. Il s’occupe également de physiologie et de climatologie et contribue à l'’amélioration du sol de la région naturelle de la Sologne. Il devient membre étranger de la Royal Society en 1837. Fin 1839, son fils Edmond Becquerel présente à l’académie des sciences l’effet photovoltaïque.
Outre de nombreux mémoires, publiés dans les Comptes rendus de l'Académie des sciences et dans les Annales de physique et de chimie, il a publié plusieurs ouvrages dont les principaux sont le Traité de l'électricité et du magnétisme (7 volumes, 1834-1840) et le Traité de physique appliquée à la chimie et aux sciences naturelles (2 volumes, 1847).
Antoine César Becquerel est élu conseiller général du canton de Châtillon-Coligny le 4 juillet 1847.
Il meurt le 18 janvier 1878 à Paris, il est inhumé au cimetière de Châtillon-Coligny.

## Descendance
Antoine Becquerel a trois enfants :
- Louis Alfred Becquerel (1814–1862), médecin, auteur de travaux sur la sémiotique des urines ;
- Anne Pauline Becquerel (1819–1841), épouse de Prosper Menière (1799–1862), médecin spécialiste des maladies de l'oreille qui a décrit la maladie de Menière, d'où un fils Émile Ménière (1837–1905), avec postérité ;
- Alexandre "Edmond" Becquerel (1820–1891), physicien ; il a contribué aux travaux de son père ; postérité : Henri Becquerel (1852-1908), qui a découvert la radioactivité et obtient le prix Nobel de Physique en 1903 ; postérité : Jean Becquerel (1878-1953).

## Hommages
- Commandeur de la Légion d'honneur.
- Son nom fait partie de la liste des soixante-douze noms de savants inscrits sur la Tour Eiffel.
- La ville de Chatillon-Coligny lui a élevé une statue sur l'une de ses places.

## Œuvres

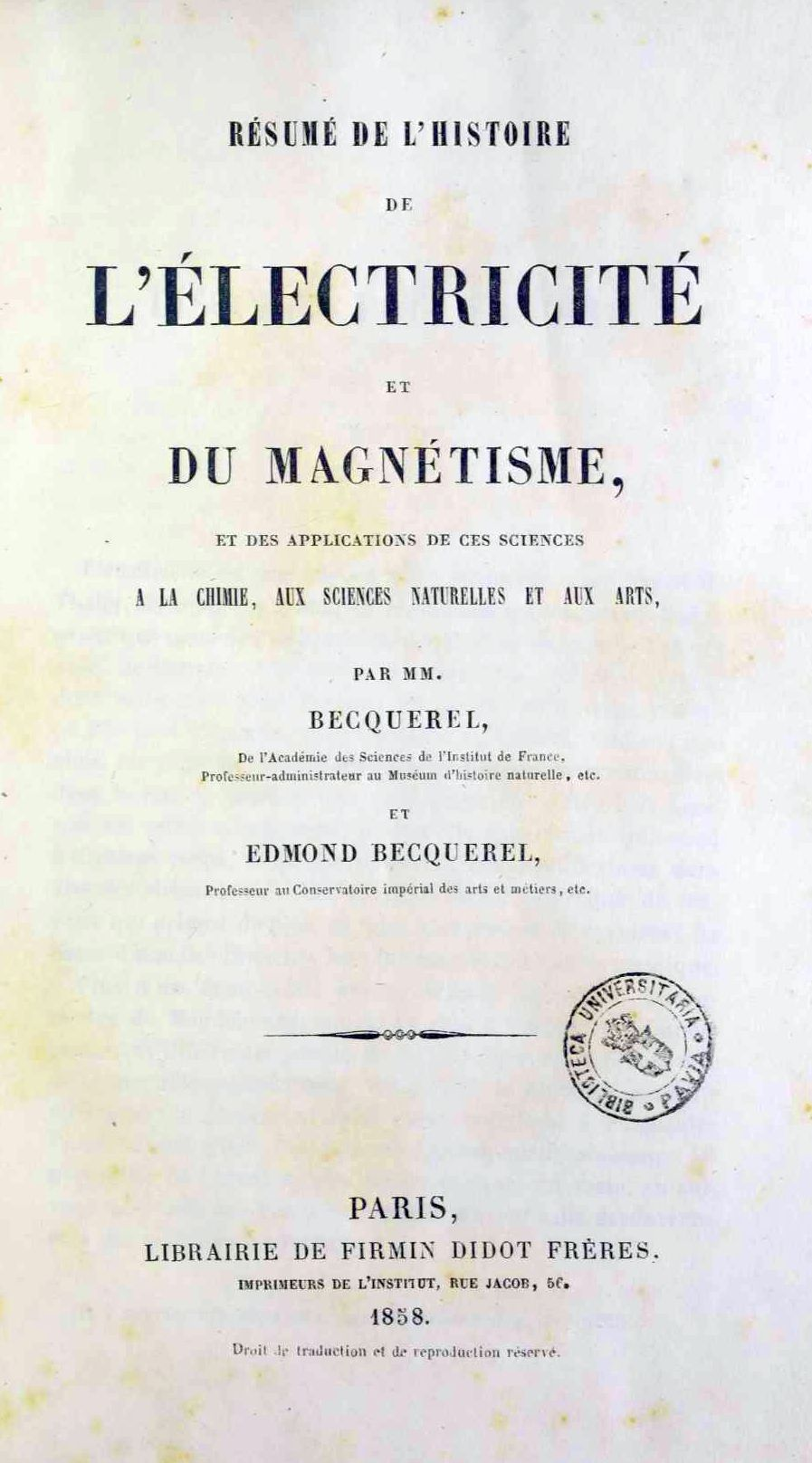
Résumé de l'historie de l'électricité et du magnétisme, et des applications de ces sciences a la chimie, aux sciences naturelles et aux arts, 1858.

- Traité de l'électricité et du magnétisme, 7 volumes, 1834-1840. Vol. 2, vol. 5.
- Éléments de physique terrestre et de météorologie, 1841.
- Traité de physique considérée dans ses rapports avec la chimie et les sciences naturelles, 2 volumes, 1842.
- Éléments d'électro-chimie appliquée aux sciences naturelles et aux arts, 1843.
  - Éléments d'électro-chimie appliquée aux sciences naturelles et aux arts, Paris, Firmin-Didot, 1864 (lire en ligne)
- Traité complet du magnétisme, 1846.
- Traité de physique appliquée à la chimie et aux sciences naturelles, 2 volumes, 1847.
- Des climats et de l'influence qu'exercent les sols boisés et non boisés, Paris, Firmin-Didot, 1853 (lire en ligne)
- Traité d'électricité et de magnétisme, leurs applications aux sciences physiques, aux arts et à l'industrie, 3 volumes, 1855-1856.
  - Électricité, vol. 1, Paris, Firmin-Didot, 1855 (lire en ligne)
  - Électro-chimie, vol. 2, Paris, Firmin-Didot, 1855 (lire en ligne)
  - Magnétisme et électro-magnétisme, vol. 3, Paris, Firmin-Didot, 1856 (lire en ligne)
- Résumé de l'historie de l'électricité et du magnétisme, et des applications de ces sciences a la chimie, aux sciences naturelles et aux arts, Paris, Firmin-Didot, 1858 (lire en ligne)
- Traité d'électrochimie, 1865.
- Des forces physico-chimiques et de leur intervention dans la production des phénomènes naturels, Paris, Firmin-Didot, 1875 (lire en ligne)